# Airon-Notre-Dame
Airon-Notre-Dame é uma comuna francesa na região administrativa de Altos da França, no departamento de Pas-de-Calais. Estende-se por uma área de 5,05 km². Em 2010 a comuna tinha 231 habitantes (densidade: 45,7 hab./km²).